# Hreðric y Hroðmund
Hreðric y Hroðmund fueron dos hermanos y príncipes vikingos de Selandia, Dinamarca hacia el siglo VI, hijos del rey Hroðgar y su consorte Wealhþeow, según el poema épico Beowulf. Sólo se mencionan de pasada y parece que hay algunas referencias en  Beowulf que presagian las intenciones de su primo Hroðulf, hijo de Halga (es decir, Hrólfr Kraki), para usurpar el trono de ambos.